# Campeonato Mundial de Atletismo Júnior de 2012 - 100 m masculino
A prova dos 100 metros rasos masculino do Campeonato Mundial de Atletismo Júnior de 2012 ocorreu entre os dias 10 e 11 de julho, em Barcelona, na Espanha.

## Recordes
Antes desta competição, os recordes mundiais e do campeonato nesta prova eram os seguintes:
|     | Nome                    | Nacionalidade                      | Tempo | Local        | Data                                     |
| --- | ----------------------- | ---------------------------------- | ----- | ------------ | ---------------------------------------- |
| WJR | Darrel Brown Jeff Demps | Trinidad e Tobago · Estados Unidos | 10,01 | Paris Eugene | 24 de agosto de 2003 28 de junho de 2008 |
| CR  | Darrel Brown            | Trinidad e Tobago                  | 10,09 | Kingston     | 17 de julho de 2002                      |

Os seguintes recordes mundiais ou do campeonato foram estabelecidos durante esta competição:
| Data        | Evento | Nome        | Nacionalidade | Tempo | Notas                 |
| ----------- | ------ | ----------- | ------------- | ----- | --------------------- |
| 11 de julho | Final  | Adam Gemili | Reino Unido   | 10,05 | Recorde do campeonato |

## Medalhistas
| Ouro              | Prata              | Bronze            |
| Adam Gemili (GBR) | Aaron Ernest (USA) | Odane Skeen (JAM) |

## Cronograma
Todos os horários são locais (UTC+1).
| Data        | Hora  | Evento        |
| ----------- | ----- | ------------- |
| 10 de julho | 12:35 | Eliminatórias |
| 11 de julho | 19:30 | Semifinal     |
| 11 de julho | 21:45 | Final         |

## Resultados

### Eliminatórias
Qualificação: Os 2 primeiros de cada bateria (Q) e os 6 tempos mais rápidos (q).
| Posição | Bateria | Raia | Atleta                      | Nacionalidade            | Tempo | Notas                |
| ------- | ------- | ---- | --------------------------- | ------------------------ | ----- | -------------------- |
| 1       | 2       | 5    | Adam Gemili                 | Reino Unido              | 10,37 | Q                    |
| 2       | 5       | 2    | Tyreek Hill                 | Estados Unidos           | 10,37 | Q                    |
| 3       | 7       | 7    | Aaron Ernest                | Estados Unidos           | 10,39 | Q                    |
| 4       | 4       | 4    | Carlos Nascimento           | Portugal                 | 10,43 | Q,                   |
| 5       | 8       | 9    | Jazeel Murphy               | Jamaica                  | 10,45 | Q                    |
| 6       | 4       | 9    | Hassan Taftian              | Irão                     | 10,48 | Q                    |
| 7       | 7       | 9    | Chijindu Ujah               | Reino Unido              | 10,48 | Q                    |
| 8       | 3       | 3    | Zharnel Hughes              | Anguila                  | 10,50 | Q                    |
| 9       | 9       | 5    | Odane Skeen                 | Jamaica                  | 10,50 | Q                    |
| 10      | 6       | 4    | Kazuma Oseto                | Japão                    | 10,50 | Q                    |
| 11      | 7       | 8    | Cejhae Greene               | Antígua e Barbuda        | 10,52 | q                    |
| 12      | 8       | 5    | Patrick Domogala            | Alemanha                 | 10,56 | Q                    |
| 13      | 6       | 9    | Hugh Donovan                | Austrália                | 10,57 | Q                    |
| 14      | 9       | 9    | Kazuki Kanamori             | Japão                    | 10,57 | Q,                   |
| 15      | 1       | 3    | Teray Smith                 | Bahamas                  | 10,58 | Q                    |
| 16      | 3       | 2    | Yousef Ali Al-Shalani       | Arábia Saudita           | 10,59 | Q                    |
| 17      | 9       | 2    | Fana Mofokeng               | África do Sul            | 10,59 | q                    |
| 18      | 1       | 9    | Giovanni Galbieri           | Itália                   | 10,60 | Q                    |
| 19      | 1       | 7    | Siphelo Ngquboza            | África do Sul            | 10,60 | Q                    |
| 20      | 6       | 2    | Devon Rittinger             | Canadá                   | 10,62 | q                    |
| 21      | 9       | 4    | Eetu Rantala                | Finlândia                | 10,64 | q                    |
| 22      | 8       | 8    | Ben Jaworski                | Austrália                | 10,65 | q                    |
| 23      | 1       | 5    | Titus Kafunda               | Zâmbia                   | 10,67 |                      |
| 24      | 2       | 4    | Zhenye Xie                  | China                    | 10,68 | Q                    |
| 25      | 5       | 3    | Mobolade Ajomale            | Canadá                   | 10,68 | Q                    |
| 26      | 4       | 5    | Robert Polkowski            | Alemanha                 | 10,68 |                      |
| 27      | 4       | 8    | Abdelghani Zghali           | Marrocos                 | 10,68 |                      |
| 28      | 2       | 2    | Mike Mokamba Nyang'Au       | Quênia                   | 10,70 |                      |
| 29      | 9       | 6    | Héctor Ruiz                 | México                   | 10,70 |                      |
| 30      | 5       | 9    | Tahir Walsh                 | Antígua e Barbuda        | 10,71 |                      |
| 31      | 5       | 5    | Pierre Chalus               | França                   | 10,72 |                      |
| 32      | 6       | 3    | Jonathan Holder             | Trinidad e Tobago        | 10,73 |                      |
| 33      | 8       | 7    | Denis Ogarkov               | Rússia                   | 10,73 |                      |
| 34      | 2       | 9    | Khalfani Muhammad           | Porto Rico               | 10,76 |                      |
| 35      | 1       | 4    | Rodrigo Rocha               | Brasil                   | 10,78 |                      |
| 36      | 7       | 6    | Yuri Monteiro               | Brasil                   | 10,78 |                      |
| 37      | 9       | 8    | Marek Bakalár               | Chéquia                  | 10,78 |                      |
| 38      | 8       | 6    | Anthony Farrington          | Bahamas                  | 10,78 |                      |
| 39      | 3       | 4    | Artur Bruno Rojas           | Bolívia                  | 10,80 |                      |
| 40      | 6       | 6    | J'maal Alexander            | Ilhas Virgens Britânicas | 10,80 | NJR                  |
| 41      | 6       | 5    | Hensley Paulina             | Países Baixos            | 10,81 |                      |
| 42      | 7       | 5    | Aleksandr Eliseev           | Rússia                   | 10,83 |                      |
| 43      | 4       | 3    | Ashron Sobers               | Trinidad e Tobago        | 10,84 |                      |
| 44      | 8       | 3    | Dumisani Bhebhe             | Zimbabwe                 | 10,84 |                      |
| 45      | 5       | 7    | Mateo Edward                | Panamá                   | 10,86 |                      |
| 46      | 7       | 3    | Georgy Gusto                | França                   | 10,87 |                      |
| 47      | 3       | 7    | Andy Martínez               | Peru                     | 10,88 |                      |
| 48      | 1       | 2    | Eid Abdulla Al-Kuwari       | Catar                    | 10,95 |                      |
| 49      | 6       | 8    | César Ramírez               | México                   | 10,97 |                      |
| 50      | 2       | 8    | Kamil Bijowski              | Polónia                  | 10,99 |                      |
| 51      | 2       | 1    | Kodi Harman                 | Nova Zelândia            | 10,99 |                      |
| 52      | 3       | 9    | Volodymyr Suprun            | Ucrânia                  | 11,00 |                      |
| 53      | 1       | 6    | Ali Omar Abdulla Al Doseri  | Bahrein                  | 11,02 | Recorde da temporada |
| 54      | 5       | 8    | Zdenek Stromšík             | Chéquia                  | 11,02 |                      |
| 55      | 7       | 1    | Fiacre Bahorou              | Benim                    | 11,05 |                      |
| 56      | 3       | 5    | Yanis Dallay                | Comores                  | 11,07 | Recorde pessoal      |
| 57      | 9       | 7    | Davron Atabaev              | Tajiquistão              | 11,11 |                      |
| 58      | 5       | 4    | Adrián Pérez                | Espanha                  | 11,18 |                      |
| 59      | 6       | 7    | Yang Zi Xian                | Macau                    | 11,24 |                      |
| 60      | 2       | 6    | A. Kumara Makkawitaliyanage | Sri Lanka                | 11,32 |                      |
| 61      | 7       | 4    | Siueni Filimone             | Tonga                    | 11,41 | Recorde pessoal      |
| 62      | 9       | 3    | Samuel Olo Manel            | Guiné Equatorial         | 11,46 | Recorde pessoal      |
| 63      | 4       | 6    | Md Ariful Islam             | Bangladesh               | 11,48 | Recorde pessoal      |
| 64      | 3       | 6    | Archel Evrard Biniakounou   | República do Congo       | 11,49 | Recorde pessoal      |
| 65      | 5       | 6    | Muhammad Sajid              | Paquistão                | 11,76 | Recorde pessoal      |
| 66      | 7       | 2    | Nicholas Chianese           | San Marino               | 11,76 | Recorde pessoal      |
| 67      | 2       | 3    | George Manebona             | Ilhas Salomão            | 11,78 | Recorde pessoal      |
| 68      | 8       | 2    | Elama Fa’atonu              | Samoa Americana          | 11,90 | Recorde pessoal      |
| 69      | 2       | 7    | Sidney Quaresma             | São Tomé e Príncipe      | 11,96 | Recorde pessoal      |
| 70      | 1       | 8    | Andre Lopes de Pina         | Guiné-Bissau             | 12,02 | Recorde pessoal      |
| 71      | 8       | 4    | Daniel Philimon             | Vanuatu                  | 13,31 | Recorde da temporada |
| –       | 3       | 8    | Tamunotonye Briggs          | Nigéria                  | –     | DNS                  |
| –       | 4       | 2    | Okeudo Jonathan Nmaju       | Nigéria                  | –     | DNS                  |
| –       | 4       | 7    | Oumar Diallo                | Guiné                    | –     | DNS                  |

### Semifinal
Qualificação: Os dois primeiros de cada bateria (Q) e os 2 tempos mais rápidos (q).
| Posição | Bateria | Raia | Atleta                | Nacionalidade     | Tempo | Notas           |
| ------- | ------- | ---- | --------------------- | ----------------- | ----- | --------------- |
| 1       | 2       | 5    | Adam Gemili           | Reino Unido       | 10,18 | Q               |
| 2       | 3       | 6    | Aaron Ernest          | Estados Unidos    | 10,21 | Q               |
| 3       | 1       | 5    | Tyreek Hill           | Estados Unidos    | 10,25 | Q               |
| 4       | 1       | 6    | Jazeel Murphy         | Jamaica           | 10,25 | Q,              |
| 5       | 1       | 4    | Chijindu Ujah         | Reino Unido       | 10,40 | q,              |
| 6       | 3       | 5    | Carlos Nascimento     | Portugal          | 10,42 | Q,              |
| 7       | 3       | 7    | Odane Skeen           | Jamaica           | 10,43 | q               |
| 8       | 1       | 7    | Teray Smith           | Bahamas           | 10,44 |                 |
| 9       | 3       | 4    | Hassan Taftian        | Irão              | 10,46 |                 |
| 10      | 1       | 9    | Siphelo Ngquboza      | África do Sul     | 10,47 |                 |
| 11      | 3       | 8    | Giovanni Galbieri     | Itália            | 10,48 | Recorde pessoal |
| 12      | 2       | 9    | Zhenye Xie            | China             | 10,54 | Q               |
| 13      | 1       | 3    | Cejhae Greene         | Antígua e Barbuda | 10,55 |                 |
| 14      | 2       | 4    | Patrick Domogala      | Alemanha          | 10,55 |                 |
| 15      | 2       | 6    | Zharnel Hughes        | Anguila           | 10,55 |                 |
| 16      | 2       | 7    | Kazuma Oseto          | Japão             | 10,56 |                 |
| 17      | 2       | 2    | Mobolade Ajomale      | Canadá            | 10,56 | Recorde pessoal |
| 18      | 3       | 9    | Yousef Ali Al-Shalani | Arábia Saudita    | 10,57 | Recorde pessoal |
| 19      | 1       | 7    | Kazuki Kanamori       | Japão             | 10,63 |                 |
| 20      | 2       | 8    | Hugh Donovan          | Austrália         | 10,65 |                 |
| 21      | 3       | 3    | Devon Rittinger       | Canadá            | 10,65 |                 |
| 22      | 2       | 3    | Ben Jaworski          | Austrália         | 10,68 |                 |
| 23      | 3       | 2    | Fana Mofokeng         | África do Sul     | 10,69 |                 |
| 24      | 1       | 2    | Eetu Rantala          | Finlândia         | 10,73 |                 |

### Final
A prova final foi realizada no dia 11 de julho às 21h45.
| Posição           | Faixa | Atleta            | Nacionalidade  | Tempo | Notas           |
| ----------------- | ----- | ----------------- | -------------- | ----- | --------------- |
| Medalha de ouro   | 6     | Adam Gemili       | Reino Unido    | 10,05 | WJL,            |
| Medalha de prata  | 7     | Aaron Ernest      | Estados Unidos | 10,17 | Recorde pessoal |
| Medalha de bronze | 3     | Odane Skeen       | Jamaica        | 10,28 | Recorde pessoal |
| 4                 | 4     | Tyreek Hill       | Estados Unidos | 10,29 |                 |
| 5                 | 5     | Jazeel Murphy     | Jamaica        | 10,29 |                 |
| 6                 | 2     | Chijindu Ujah     | Reino Unido    | 10,39 | Recorde pessoal |
| 7                 | 9     | Carlos Nascimento | Portugal       | 10,41 | Recorde pessoal |
| 8                 | 8     | Zhenye Xie        | China          | 10,59 |                 |

Legenda
| Recorde mundial       | Recorde mundial (World record)               |                       | Recorde africano                      | Recorde africano (African) |                                           | Q | Classificado por posição (Qualified) |
| Recorde do campeonato | Recorde do campeonato (Championship record)  | Recorde da América    | Recorde da América (Americas)         | q                          | Classificado por melhor tempo (Qualified) |   |                                      |
| Melhor marca do ano   | Melhor marca do ano (World leading)          | Recorde asiático      | Recorde asiático (Asian)              | DNS                        | Não largou (Did not start)                |   |                                      |
| Recorde nacional      | Recorde nacional (National record)           | Recorde europeu       | Recorde europeu (European)            | DNF                        | Não terminou (Did not finish)             |   |                                      |
| Recorde pessoal       | Recorde pessoal do atleta (Personal best)    | Recorde da Oceania    | Recorde da Oceania (Oceania)          | DSQ / DQ                   | Desclassificado (Disqualified)            |   |                                      |
| Recorde da temporada  | Recorde da temporada do atleta (Season best) | Recorde sul-americano | Recorde sul-americano (South America) | NM                         | Sem marca (No mark)                       |   |                                      |